# Viaduc de la Scyotte
Le viaduc de la Scyotte est un viaduc pour la route nationale 19 (future autoroute A319) situé sur la commune de Grattery, à l'est de Port-sur-Saône, dans le département de la Haute-Saône, en France. D'une longueur de 190 mètres, il traverse le ruisseau de la Scyotte.
La construction du viaduc a commencé à l'automne 2016 et s'est achevé fin 2018,. Il fait partie intégrante de la déviation nord de Port-sur-Saône d'une longueur de 7,9 km qui devrait être mise en service fin 2020.